# Equipe Unificada nos Jogos Paralímpicos de Verão de 1992
A Equipe Unificada nos Jogos Paralímpicos de Verão de 1992, em Barcelona, na Espanha, foi uma equipe conjunta composta por onze das quinze ex-repúblicas soviéticas que competiu sob o código do COI EUN (da língua francesa Equipe Unifiée).

## Integrantes
- Armênia
- Azerbaijão
- Bielorrússia
- Cazaquistão
- Quirguistão
- Moldávia
- Rússia
- Tajiquistão
- Turquemenistão
- Ucrânia
- Uzbequistão

Ao contrário da equipe olímpica, a Geórgia não competiu nas Paralimpíadas. Estônia, Letônia e Lituânia optaram por enviar suas próprias equipes.

## Tiro com arco
A Equipe Unificada entrou com quatro dos sessenta e dois atletas, três homens e uma mulher. Tatiana Grishko conquistou a medalha de ouro no tiro com arco feminino aberto. Ficou em quarto lugar na fase de qualificação, com 1 073 pontos. Na semifinal, venceu a atleta Birthe Morgenson por 78 pontos a 71. Na final, venceu a atleta Siv Thulin por 87 pontos a 77.